# Рожкова, Наталья Владимировна
Наталья Владимировна Рожкова (род. 6 марта 1954 года, Чкалов, СССР) — советская и российская актриса и певица. Заслуженная артистка РФ (2005).

## Биография
Родилась 6 марта 1954 года в Чкалове (сейчас Оренбург) в семье военнослужащего. Окончив школу, поступила в Харьковское музыкальное училище (там в то время служил её отец) по классу скрипки. Потом два года преподавала в музыкальной школе и четыре года училась в Киевском Эстрадно-цирковом училище, после окончания которого работала в только что созданном Киевском театре эстрады.
В 1983 году на VII Всесоюзном конкурсе артистов эстрады завоевала первую премию в жанре вокала. Эта победа открыла ей двери в самые популярные телевизионные программы Центрального телевидения того времени. «Утренняя почта», «Песня года» (финал), «Голубые огоньки» и многие другие. В то время много сотрудничает с самыми известными украинскими авторами. Наталье пишут композиторы: Вадим Ильин, Александр Злотник, Ирина Кирилина, Геннадий Татарченко, Татьяна Дикарева, Александр Спаринский, Александр Жилинский, Владимир Быстряков, поэты Юрий Рыбчинский, Александр Вратарев, Дмитрий Кимельфельд. В Москве получает право первого исполнения песен Эдуарда Колмановского, Давида Тухманова, Сергея Березина, поэтессы Ларисы Рубальской и многих других.
С 1983 года — солистка Киевского мюзик-холла. В этот период озвучила ряд ролей на украинском языке в мультипликационных фильмах.
В начале 90-х получает предложение исполнить несколько романсов в спектакле «Три сестры» Московского театра на Красной Пресне (сейчас он называется Московский театр «Около дома Станиславского»). Через короткое время переходит в театр на постоянную работу. Работает в «театре ОКОЛО» по настоящее время. За время работы в театре принимала участие во многих спектаклях, но главное место в её творческой жизни заняли три музыкальных спектакля, в которых у Натальи большие интересные роли.
Посмотрев спектакль «Перед киносеансом», кинорежиссёр Сергей Урсуляк дописал несколько эпизодов специально для Натальи в фильм «Ликвидация», для которого она записала несколько песен и снялась с ними в фильме. С этого времени в её творческой жизни начинается новый период. Наталья собирает небольшой оркестрик виртуозных музыкантов, репетирует программу и возвращается к концертной деятельности, с песнями 30-50 годов XX века из репертуара Клавдии Шульженко, Леонида Утесова, Петра Лещенко, Аллы Баяновой и других.
В 2017 г. выступила на фестивале «Крымская весна» в честь 3-летия присоединения Крыма к России

## Призы и награды
- Всесоюзный конкурс артистов эстрады (1983) — Первая премия[4].
- Заслуженная артистка РФ (2005) — …За заслуги в области искусства…[1].

## Фильмография
- 1991 — «Ночь грешников» — проститутка
- 1992 — «В той области небес…» — Галя
- 2004 — «Прощальное эхо» — Людмила Петровна Кондратьева
- 2007 — «Ликвидация» — певица
- 2007 — «Юнкера» — дама
- 2009 — «Исаев» — певица
- 2009 — «Доктор Тырса» — Наталья Владимировна, санитарка
- 2010 — «Погоня за тенью» — Надежда Сергеевна Львова
- 2010 — «Глухарь-3» — Галина Ивановна
- 2011 — «Шапито-шоу» — певица в шапито
- 2018 — «Не чужие» — Анна Ивановна
- 2018 — «Ивановы-Ивановы» — бабка-шептуха
- 2020 — «Курорт цвета хаки» — Самойлова

Озвучивание (как русскоязычные, так и украиноязычные версии):
- «Как Петя Пяточкин слоников считал» (1984, мультфильм)
- «Возвращайся, Капитошка!» (1989, мультфильм)
- «Бестолковый вомбат» (1990, мультфильм)